# 理查德·哈蒙德
理查德·马克·哈蒙德（英語：Richard Mark Hammond，1969年12月19日—）是一名英國電視節目主持人、作家和記者。因主持汽車節目《英国疯狂汽车秀》而为人熟知，节目中常被称为“鼹鼠”（英語：The Hamster）。

## 生平

### 早期生活
理查德·哈蒙德於1969年12月19日生於英國華威郡索利赫爾，他的爺爺是伯明翰一個汽車工人。在1980年代中期，他隨家人搬家搬去北約克郡天主教城市里彭，他在當地生活了數十年後到哈羅蓋特讀大學。

### 早期生涯
在大学毕业后，哈蒙德在多个BBC广播电台担任主持，包括了Radio Cleveland、Radio York、Radio Cumbria、Radio Leeds以及Radio Newcastle。在BBC Radio Lancashire工作期间，他结识了汽车记者Zogg Zieglar，Zieglar鼓励哈蒙德进入汽车评测领域，这为哈蒙德日后加入《Top Gear》做好了准备。

## 影视生涯

### 《英国疯狂汽车秀》

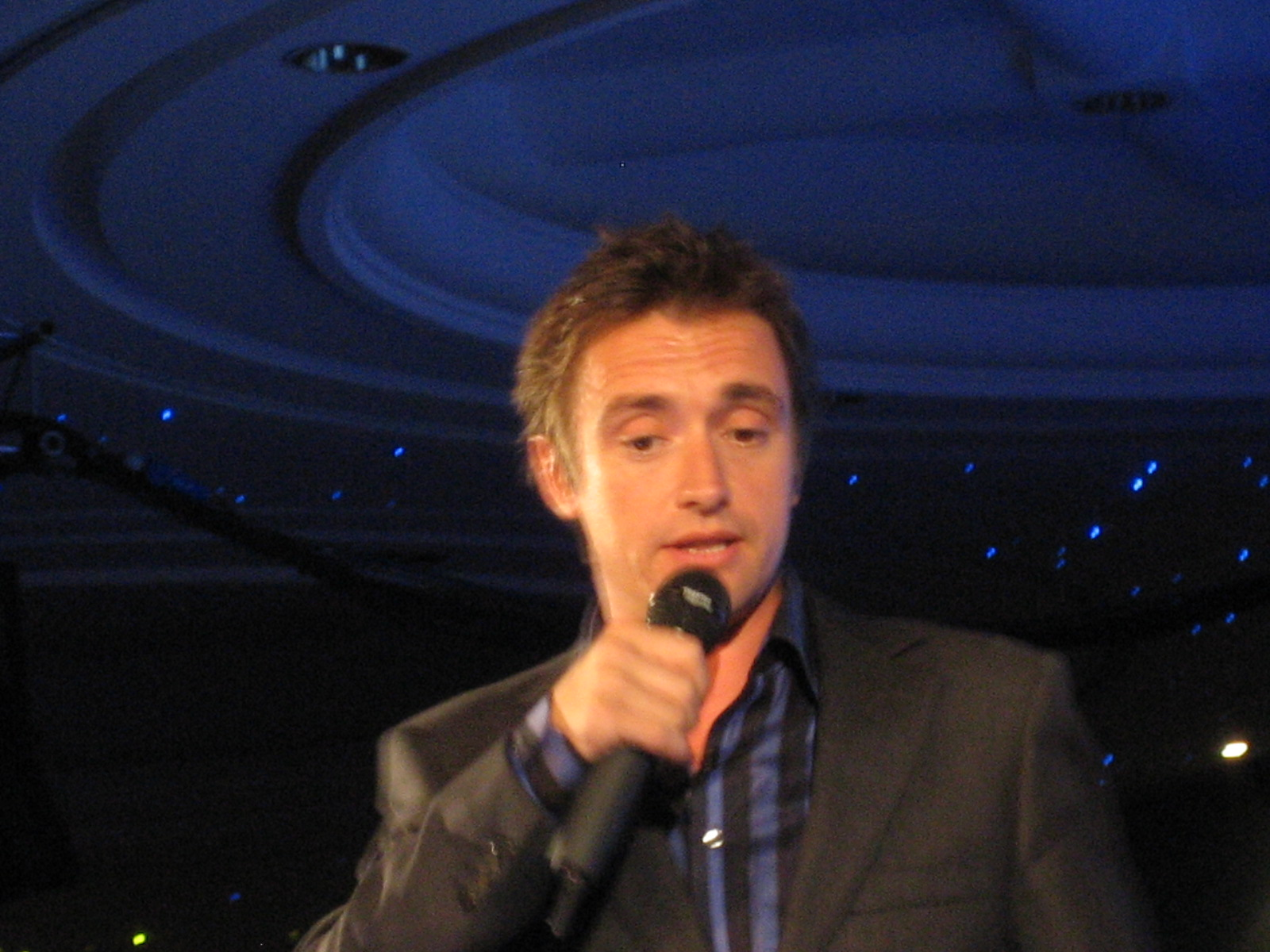
2006年的哈蒙德

2002年起，哈蒙德加入了重新制作的汽车电视节目《英国疯狂汽车秀》，并担任三位主持人之一。哈蒙德因为在三人中体型最小而时常被粉丝和同行称呼“鼹鼠”。此绰号更是在节目的第七季中体现，原因是哈蒙德两度在镜头前啃咬纸板，其形象酷似现实生活中鼹鼠的行为。此外两位同行还经常拿其他哏来调侃哈蒙德，比如哈蒙德的白牙齿让人怀疑是不是被漂过；精神美国人哈蒙德等等。
2006年8月，哈蒙德在约克拍摄第9季时遭遇了一起高速侧翻事故。后来为了庆祝哈蒙德的回归，在第9季第1集的开场中（于2007年1月28日播送）他便以英雄般的姿态出现，配合礼花和在登机梯上成排站的女孩们，从台阶上走下来并与其他两名主持人团聚和握手。在本集的最后，哈蒙德解说了事发当天他所能记得的全过程，同时节目还包括了火箭车翻滚时的影像，成为当时国际媒体的头条。哈蒙德的解说迎来了现场观众的掌声，他也请求其他两位主持人不要再在这个节目上提起这次的事故，尽管如此，节目中的三位有时仍然会在新闻环节里拿事故开玩笑。哈蒙德和他的同事在节目中说过：“这起车祸在我身上发生的唯一变化是：以前不那么爱吃的芹菜现在倒是喜欢上了。”。
节目播出直到2015年，他的同事《Top Gear》主持人之一的杰瑞米·克拉克森因殴打工作人员被BBC开除，哈蒙德与Top Gear另一名主持人詹姆斯·梅也随后于同年3月31日解约，结束在《Top Gear》的工作并一同离开。2015年6月28日20时，BBC二台播出了第22季包含原三名主持人（仅外景部分）的长达75分钟的最终特辑。

### 《伟大的旅程》

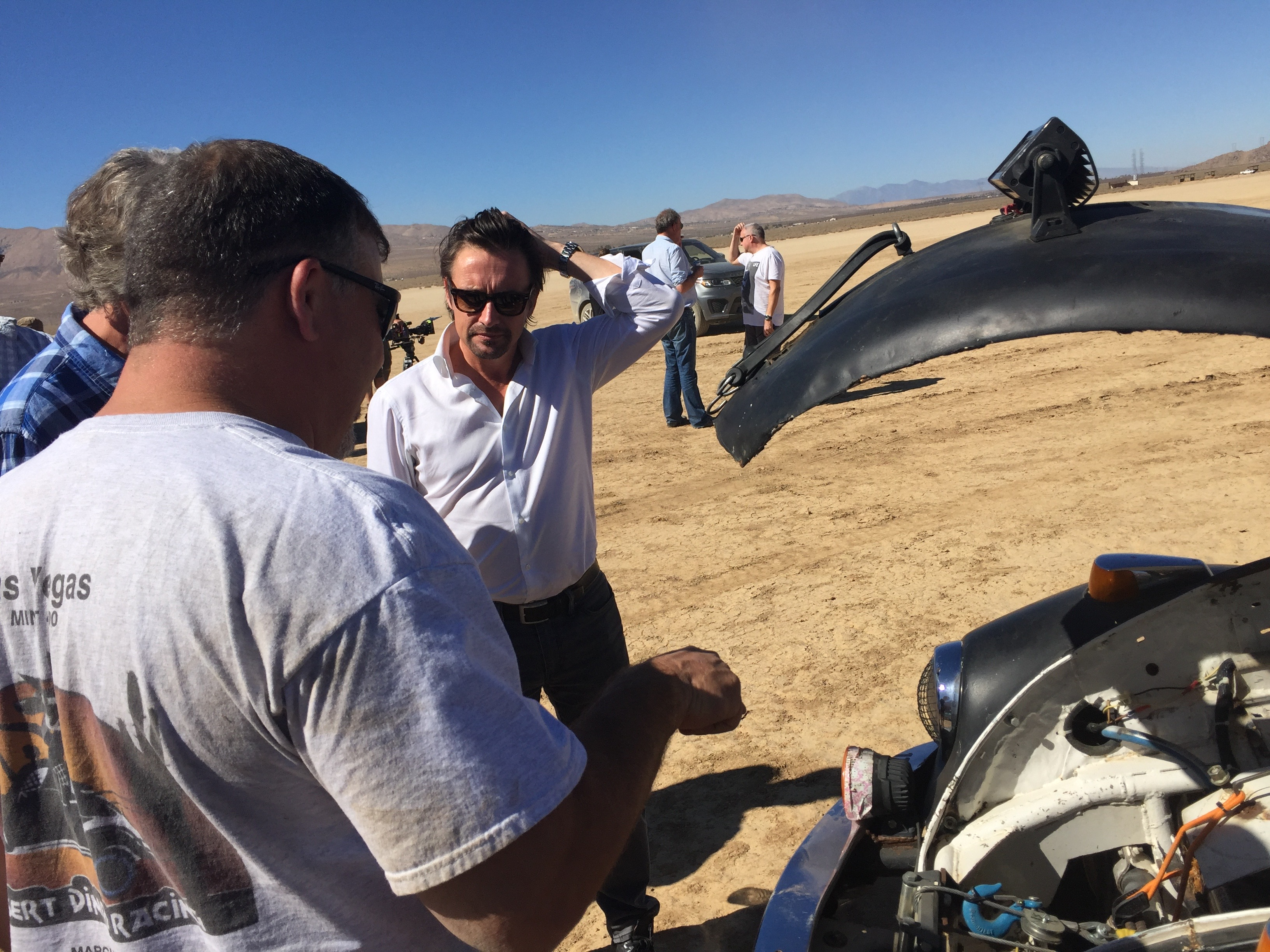
正录制着《伟大的旅程》片头中的哈蒙德

2016年三人与亚马逊公司签约，制作全新的一档汽车视频节目《伟大的旅程》（英語：The Grand Tour）。首季于2016年11月在亚马逊的亚马逊影片服务上提供观看，于2024年9月12日（美国）播完了全6季。

### 《理查德·哈蒙德的工坊》
哈蒙德于2021年6月21日在推特上透露将在探索+平台播出这部纪录片，长达4季。节目围绕将老车还原的过程。

## 事故

#### 吸血鬼号高速翻滚事故
理查德·哈蒙德曾在2006年9月20日为《Top Gear》第9季在埃尔文顿皇家军用机场的跑道上拍摄驾驶喷射引擎赛车时发生车祸意外，原因是右前轮爆胎，当时车速极快，载具失去控制并翻滚到跑道外，倒栽在草泥地里。哈蒙德因此次事件受了伤，万幸的是他在2007年1月康复回归节目。
哈蒙德的载具是一辆叫做“吸血鬼”的直线竞速赛车。理论最高速度可达370 mph（600 km/h）。同款车型在2000年曾夺下高达300 mph（480 km/h）的英国地面速度纪录。吸血鬼号由一台布里斯托·西德利“奥菲斯”喷射发动机驱动，可产生5,000 lbf（22 kN）的推力。
起初，节目组为了拍摄，先让哈蒙德完成了两次高速测试，先后分别超过了350 km/h（220 mph）和500 km/h（310 mph）。后来因为摄影期限还有1个小时才结束便决定进行第三轮测试，赛车在时速达到464 km/h（288 mph）时右前轮突然爆胎而导致失控漂移并急剧偏移直线，随后车体飘入右侧草地时开始侧滚并被地面弹起，水平旋转后再次和地面摩擦，直至静止。救援队赶到现场时，车体处于四轮朝上的状态，车子的防倾杆以及哈蒙德的头盔也陷在泥中。
健康及安全局提供的报告中写道，哈蒙德对爆胎做出的反应速度堪比专业赛车手，在事发瞬间，他启动了刹车并试图打稳方向，紧接着他还按照训练要领及时通过拉杆释放主减速伞，这个操作也间接熄停了发动机，不过减速伞无法在赛车偏离跑道前及时展开:13。官方根据警方的事故调查中分析并认为即使哈蒙德当时的反应能力达到了人类极限，也有可能难以幸免:13。
事故发生后三个月，哈蒙德于同年12月22日在一档乔纳森·罗斯的谈话节目中首次亮相。他透露当时他有两周时间都处于休克状态。苏醒后还伴有创伤后失忆、逆行性失忆等症状。尽管他一再强调他的病情已完全恢复，在2011年的镜报采访中却表示自己已经完全不记得那档谈话节目的任何内容，抑或是关于Top Gear现场秀里自己做过的一切。
《Top Gear》第9季应这起事件于2007年1月28日延期播出，并在节目的最后向观众展示了整起事故的录像。
2008年2月，哈蒙德在《星期日泰晤士报》的采访中就车祸一事描述了他的脑损伤和康复的过程，期间他承受着健忘症，忧郁症和情绪上的问题，并在配合精神科医师接受治疗。

#### 锐马克翻车事故
在2017年6月10日为《The Grand Tour》第2季拍摄时，他在瑞士山区驾驶电动超跑Rimac Concept One过弯时失控并滚下山坡，理查德在车辆着火前成功脱出，但膝盖骨折。
事发当天，哈蒙德在圣加仑为《伟大的旅程》录制爬山赛片段时驾驶超跑。预跑练习时，哈蒙德在驾驶跑车突破终点线后继续沿赛道前进并爬升，在拐弯处失去掌控后冲出山坡，沿坡面跌下，最终四轮朝上。哈蒙德在车辆起火前及时爬出车外，侥幸逃过一劫。
哈蒙德应此事故左膝盖骨折，并被救援直升机搬送到了一所医院，无生命危险。哈蒙德形容超跑跌落山坡时的感觉“如同在堆满砖块的滚筒烘干机里”，并描述跌落过程中看到的是“天空，地面，天空，地面......”。
同行克拉克森和梅在事发点的远方目击到了这起事故，并一同认定哈蒙德已经死了。据制作人威尔曼透露，两人在第一时间奔向了现场。事后当天克拉克森在推特推文上写道：“这是我见过最可怕的车祸。不过难以置信的是，幸好理查德看来基本上没事。”
国际汽联认定这起事件违反了该机构的国际竞赛条例，指控此车祸“损害了竞赛上的利益”。爬坡赛主办方赔偿了$5.14千，多名当事人的执照也被吊销了。尽管如此，爬坡赛仍然保持一年一度如常进行。

## 作品
- 頂級跑車秀(Top Gear) 2002-2015
- 工程新典範 2008
- 看不到的世界 2010
- 科技．靈感．大自然 2012
- 無厘頭科學研究所（英语：Science of Stupid） 2014
- 天有風雲 2014
- The Grand Tour 2016